# Zum goldenen Anker
Pour plus de détails, voir Fiche technique et Distribution.
Zum goldenen Anker est un film franco-allemand réalisé par Alexander Korda, sorti en 1932.

## Synopsis
Marius est tiraillé entre son amour pour Fanny sur terre et son amour pour la mer. Fanny se rend compte que son amant ne sera jamais heureux sur terre et épouse donc le richissime Panisse.

## Fiche technique
- Titre original : Zum goldenen Anker
- Réalisation : Alexander Korda
- Scénario : d'après la pièce "Marius" de Marcel Pagnol
- Direction artistique : Alfred Polgar
- Société de production : Les Films Marcel Pagnol
- Société de distribution : Paramount-Film
- Pays d’origine :  France,  République de Weimar
- Langue originale : allemand
- Format : noir et blanc — 35 mm — 1,20:1 — son Mono (Western Electric)
- Genre : Comédie dramatique
- Durée : 82 minutes
- Date de sortie : 
  - République de Weimar : 28 janvier 1932

## Distribution
- Albert Bassermann : Piquoiseau
- Ursula Grabley : Fanny
- Mathias Wieman : Marius
- Jakob Tiedtke : César
- Lucie Höflich : Honorine
- Karl Etlinger : Panisse
- Ludwig Stössel : Escartefigue

## Autour du film
- Version en allemand de Marius, tournée en même temps.